# ترانزیستور تک‌پیوندی
ترانزیستور تک پیوندی یا تک اتصالی (به انگلیسی: unijunction transistor (UJT))یک المان نیمه هادی سه سر است که فقط یک پیوند p-n در آن وجود دارد و مانند یک کلید الکترونیکی عمل می‌کند.

## انواع

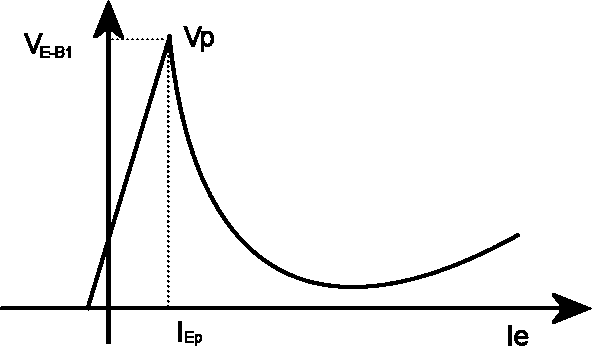
نمودار UJT که منحنی مشخصات آن را نشان می‌دهد. ولتاژ امیتر-بیس۱ تابع جریان امیتر که نمایانگر مقاومت منفی قابل کنترل است

- سه نوع ترانزیستور تک پیوندی وجود دارد:

1. ترانزیستور تک پیوندی در اصل یک المان ساده است که از تکه‌ای نیمه هادی نوع n که در طول آن یک ماده نیمه هادی نوع p نفوذ داده شده‌است، تشکیل می‌شود. المان 2N2646 مشهورترین قطعه این نوع است.
2. ترانزیستور تک پیوندی مکمل CUJT برعکس حالت بالا از یک ماده نیمه هادی نوع p که در طول آن یک‌نیمه هادی نوع n نفوذ داده شده‌است، تشکیل یافته. المان 2N6114 مشهورترین قطعه این نوع است.
3. ترانزیستور تک پیوندی قابل برنامه‌ریز (PUT) یک المان دارای چند پیوند p-n است. این قطعه بسیار مشابه تریستور است و از چهار لایه p و n تشکیل یافته‌است. این قطعه دارای سه سر است که آند و کاتد به لایه‌های اول و آخر اتصال دارند و پایه گیت به یکی از لایه‌های میانی (لایه نزدیک به آند) متصل است. PUT نمی‌تواند به‌طور مستقیم جایگزین UJT شود اما می‌تواند عملکرد مشابهی را داشته باشد. المان‌های 2N6027 و 2N6028[۱] نمونه‌هایی از PUT هستند.

## ساختمان UJT

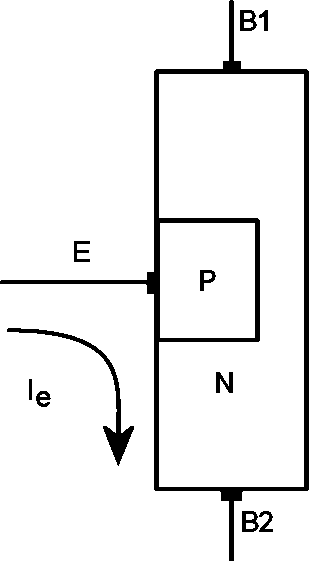
ساختار UJT

UJT دارای سه‌پایه است: یک امیتر (E) و دو عدد بیس (B1 and B2). بیس متشکل از یک‌نیمه هادی نوع n با ناخالصی کم است که دو اتصال اهمی پایه‌های B1 و B2 را به دو سر آن وصل می‌کند. پایه امیتر به یک ناحیه نیمه هادی p با ناخالصی بالا متصل است که یک پیوند PN در داخل ساختار تشکیل می‌شود که علت نامگذاری قطعه همین است.
اگر هیچ اختلاف پتانسیل مابین امیتر و هر کدام از دوپایه بیس نباشد جریان بسیار کوچکی از B1 به سمت B2 جاری می‌شود. اگر یک اختلاف پتانسیل بزرگ (ولتاژ تحریک) مابین پایه امیتر و پایه‌های بیس قرار گیرد یک جریان شدید از سوی امیتر جاری شده و با جریان قبلی جمع شده و باعث می‌شود جریان نسبتاً بزرگی از B2 خارج شود.

## عملکرد قطعه
هنگامی که این قطعه تحریک می‌شود، جریان امیتر آن به صورت بازتولیدی افزایش پیدا می‌کند و سپس توسط منبع تغذیه امیتر محدود می‌شود که یک رفتار مقاومت منفی از خود نشان می‌دهد و به همین علت می‌تواند در مدارهای اسیلاتور مورد استفاده قرار گیرد.

## اختراع
ترانزیستور UJT به عنوان یک محصول جانبی به هنگام تحقیق بر روی لامپ چهار قطبی (tetrode) در کارخانه جنرال الکتریک اختراع و در سال ۱۹۵۳ ثبت شد.